# Silberhochzeit (Film)
Silberhochzeit ist ein mehrfach ausgezeichneter deutscher Fernsehfilm von Matti Geschonneck aus dem Jahr 2006. Er beruht auf der gleichnamigen Kurzgeschichte von Elke Heidenreich.
Im Mittelpunkt des kammerspielartigen Films steht ein Ehepaar, das seine vollendeten 25 Ehejahre mit sechs Freunden begeht. Im Laufe des Abends eskaliert die Feier und es kommen unschöne Wahrheiten ans Licht. Der Film wird mit Almas Reflexionen und Erklärungen als Erzählerin aus dem Hintergrund begleitet.

## Handlung
Ben und Alma wollen ihren 25. Hochzeitstag mit ihren sechs engsten Freunden feiern. Alma kauft für das geplante Abendessen auf einem Münchner Markt ein. Sie reflektiert über rote Rosen, die sie verabscheut, die sie aber unweigerlich von ihrem Ehemann Ben bekommen wird. Tatsächlich überreicht er ihr bei ihrer Rückkehr in die Wohnung 25 rote Rosen für die vergangenen 25 Jahre und 25 weitere für die kommenden. Alma gibt sich erfreut und stellt die Rosen ins Arbeitszimmer.
Das Ehepaar spricht über die erwarteten Gäste. Neben der alleinstehenden Anita und dem alleinstehenden Jonathan sind das Paar Heinz und Vivien sowie Leo mit seiner neuen unbekannten Freundin Alexandra Weissenberg geladen. Alma erfährt, dass Ben und Alexandra sich bereits seit einem Urlaub vor 30 Jahren kennen und eine Nacht miteinander verbracht hatten. Dabei sei jedoch nichts zwischen ihnen passiert. Alma stellt Ben die Frage nach der Bedeutung dieser Frau, insbesondere im Vergleich zu ihrer eigenen Bedeutung für Ben nach 25 Ehejahren. Sie wirft ihm vor, sich an eine Nacht mit Alexandra besser zu erinnern als an die vielen, die sie beide miteinander verbracht haben.
Die Gäste erscheinen. Zuerst trifft der Literat Jonathan ein, der sofort von Ben mit Cognac und Zigarre bewirtet wird. Alma denkt über den bevorstehenden Abend nach und bereitet weiter das Essen zu. Als Nächstes kommen der Versicherungsvertreter Heinz, aus Almas Sicht ihr einziger echter Freund, und seine jüngere Lebensgefährtin Vivien, die er seit einem Jahr kennt. Dann begrüßt Alma ihre gleichaltrige „älteste Freundin“ Anita, die sofort mit scharfzüngigen Sticheleien gegenüber Vivien auffällt. Anschließend kommt Leo, ein Anwalt für Wirtschaftsrecht, mit seiner besagten neuen Freundin, die Ben offenbar nicht zu erkennen scheint. Anita schenkt dem Ehepaar ein wertvolles Aktbild und Ben ist sichtlich gerührt. Jonathan bemerkt, dass er nun keinen Grund mehr habe, Anita zu besuchen, habe ihn doch stets das Bild zu ihr gezogen. Leo schenkt Alma und Ben Glückssteine aus Asien. Alma bedankt sich für die Geschenke und bittet zu Tisch.
Beim Essen fragt Alexandra plötzlich Ben, ob sie beide sich schon einmal begegnet seien. Ben verneint zunächst, doch Alma greift ein, als Alexandra mehrfach nachhakt. Sie baut Ben eine Brücke, habe er ihr doch von dieser einen Nacht mit Alexandra berichtet. Ben tut so, als ob die Erinnerung langsam zurückkäme. Vor allem Jonathan ist an der Geschichte interessiert. Alexandra erzählt, dass beide sich 1975 in Australien getroffen hätten, wobei beide nur eine Nacht gemeinsam hatten, da sie am nächsten Tag mit unterschiedlichen Zielen weiterreisen wollten. Für Alexandra war es Liebe auf den ersten Blick und auch Ben war von der jungen Frau so angetan, dass er die Nacht als etwas Besonderes bewahren wollte. Beide redeten die ganze Nacht zusammen, schliefen jedoch nicht miteinander. Sie blieben noch einige Jahre in Briefkontakt. Die Geschichte, die Alexandra und Ben berührt, sorgt bei den anderen Gästen für Heiterkeit, weil Ben auf möglichen Sex verzichtete. Alma wiederum ist verstimmt, wusste sie doch nichts von dem Briefwechsel, der mutmaßlich vor ihrer Zeit lief. Als immer wieder nach Einzelheiten gefragt wird, obwohl es Ben und Alexandra unangenehm ist, beginnt Heinz, eine Hochzeitstagsrede zu halten. Sie wird von der Ankunft von Bens Vater unterbrochen. Ben erklärt ihm, dass er unerwünscht sei und möchte ihn abweisen, doch dieser will mit dem Hinweis, dass er nur Alma besuche, bleiben. Auch Leo sieht offenkundig keinen Grund, Bens Vater der Wohnung zu verweisen, woraufhin Ben unwirsch reagiert und gehen will, solange sich sein Vater in der Wohnung aufhält. Auf Almas Bitte hin geht der Vater wieder; sie lehnt es auch ab, sein Geschenk anzunehmen. Auf sein Verhalten angesprochen erzählt Ben, dass der Vater einst Bens Mutter für eine jüngere Frau verlassen hat, als sie nach einem aufopferungsvollen Leben im Alter erkrankte. Sie starb kurze Zeit später. Ben hat ihm das nie verziehen und seine Freunde pflichten ihm zunächst bei. Die Bemerkung von Anita, dass auch Heinz seine Frau für die jüngere Vivien verlassen hat, heizt die etwas abgekühlten Gemüter aber wieder auf.
Die aggressive Stimmung verschärft sich, als Ben eine Urlaubsanekdote gegen Almas Willen erzählt. Nach 24 Jahren war er mit Alma an den Ort zurückgekehrt, an dem sie ihren ersten Urlaub verbracht hatten. Damals hatten sie einen zehnjährigen Jungen kennengelernt, den sie wie einen Sohn behandelten. Nach dem Urlaub vergaßen sie ihn und sahen ihn nun nach all den Jahren wieder. Sie erfuhren, dass er seine beiden Kinder nach ihnen benannt hat. Dass Ben dies sentimental erzählt, macht Alma wütend, habe er doch die ganzen Jahre nicht mehr an den Jungen gedacht. Sie verkündet vor den Gästen, dass sie sich von Ben trennen werde. Er ist wie vor den Kopf gestoßen und fühlt sich vor seinen Freunden bloßgestellt. Es folgt eine Abstimmung unter den Freunden. Alexandra ist dafür, dass sich die beiden trennen. Jonathan denkt ähnlich, seien beide doch über die Jahre zu eng geworden. Die Hemmungen fallen zunehmend und jeder offenbart nach und nach, was er über den anderen denkt. Jonathan wird von Anita als ein versoffener, erfolg- und talentloser Literat bezeichnet. Er verkündet, dass Anita eine Affäre mit Bens Vater hatte. Vivien ist nach Meinung der Freunde nur des Geldes wegen mit Heinz zusammen. Sie wiederum hält Heinz’ Freunde für Egoisten, Ben hält die Freunde gar für einen Haufen egoistischer Arschlöcher. Indem Heinz plötzlich verkündet, dass Vivien an Multiple Sklerose leide, beruhigt er die aggressive Stimmung wieder. Vivien zieht sich weinend ins Bad zurück, gehe ihre Krankheit die anderen doch nichts an.
Der Abend geht unerfreulich weiter. Nachdem Jonathan sich zwischenzeitlich auf die Suche nach Bens Briefen von Alexandra gemacht und diese auch gefunden hatte, liest er sie nun im angetrunkenen Zustand laut vor. Die Meinung über dieses Verhalten ist unter den Anwesenden geteilt. Später versucht Leo vergeblich Alma zu verführen und Ben findet in Vivien eine verständnisvolle Frau. Als Heinz gehen will und Vivien nicht finden kann, sucht er nach ihr. Zuletzt schaut er im Bad nach und überrascht sie und Ben beim Liebesspiel. Völlig von der Rolle verlässt er daraufhin wortlos, vorbei an Alma, geradewegs die Wohnung. Das von Alma bestellte Taxi ignoriert er ebenso wie Viviens Versuch, ihn zum Bleiben zu bewegen. Die anderen Gäste verabschieden sich. Zurück bleiben Ben und Alma, die sich nun offen sagen, wie sie den anderen wirklich sehen – sie sei eine unzufriedene alte Frau, er ein verlogener Mann.
Ben geht schlafen und Alma sucht Bens Vater auf, um ihr Geschenk abzuholen. Am nächsten Tag denkt sie beim Gang durch München über ihre Zukunft nach. Zum ersten Mal weiß sie nicht, wohin das Leben sie führen wird, und es gefällt ihr. Vielleicht wird sie ein neues Leben beginnen – eventuell sogar mit Ben.

## Produktion
Der Film wurde zwischen dem 1. Juni und dem 6. Juli 2005 in Berlin und im Bavaria-Atelier München-Geiselgasteig gedreht. Das Filmteam ging dabei chronologisch vor, was Hauptdarsteller Matthias Habich als vorteilhaft bezeichnete.
Silberhochzeit erlebte seine Uraufführung am 13. Januar 2006 auf dem Sender arte und lief am 17. Januar 2006 im Ersten, wo 5,83 Millionen Zuschauer (Marktanteil 17,3 Prozent) den Film sahen, auf arte waren es 1,71 Millionen.

## Kritik
Cinema beurteilte den „Seelenstriptease mit feinen Fernsehstars“ als „intensives, dialogstarkes Kammerspiel“.

„Absolut mitreißend! Ein böser Film über Liebe und Freundschaft, mit messerscharfen Dialogen und lässig eleganten Bildern.“

## Auszeichnungen
Matti Geschonneck erhielt für Silberhochzeit 2006 den Deutschen Fernsehpreis in der Kategorie Beste Regie Fernsehfilm. Gisela Schneeberger wurde in der Kategorie „Beste Schauspielerin Nebenrolle“ mit dem Deutschen Fernsehpreis ausgezeichnet. Iris Berben war zudem als beste Hauptdarstellerin nominiert. Karola Mittelstädt erhielt 2006 eine Nominierung für den Deutschen Kamerapreis in der Kategorie „Bester Schnitt – Fernsehfilm“.
Ulrich Noethen erhielt für Silberhochzeit die Goldene Kamera 2006 als „Bester deutscher Schauspieler“, während Matti Geschonneck als Regisseur in der Kategorie „Bester deutscher Fernsehfilm“ nominiert war.
Geschonneck gewann für die Regie von Silberhochzeit 2006 den Bayerischen Fernsehpreis. Der Film war 2006 zudem in der Kategorie „Fiktion & Unterhaltung“ für den Adolf-Grimme-Preis nominiert.